# ولادیمیر هوروویتس
ولادیمیر هوروویتس (۱ اکتبر [سبک قدیمی: ۱۸ سپتامبر] ۱۹۰۳ – ۵ نوامبر ۱۹۸۹) یک آهنگساز و نوازنده پیانوی اوکراینی‌الاصل اهل ایالات متحده آمریکا بود. شهرت او به سبب اجراهای تکنیکی، استفاده از رنگ آمیزی صوتی و هیجانی است که در نوازندگی‌اش وجود داشت. امروزه او را یکی از بزرگترین نوازندگان پیانو در تمام دوران می‌دانند.
برخی اجراهای وی از آثار آهنگسازان رمانتیک به‌طور خاص شناخته‌اند که از آن میان، می‌توان به آثار فرانتس لیست (از جمله سونات پیانو و راپسودی مجار شماره ۲)، کنسرتو پیانو ۳ سرگئی راخمانینف و بالاد شماره ۱ و دیگر آثار فردریک شوپن اشاره کرد.
در سال ۱۹۸۵، فیلمی مستند به نام «آخرین عاشقانه» از زندگی هنری و شخصی وی ساخته شد.

## زندگی شخصی

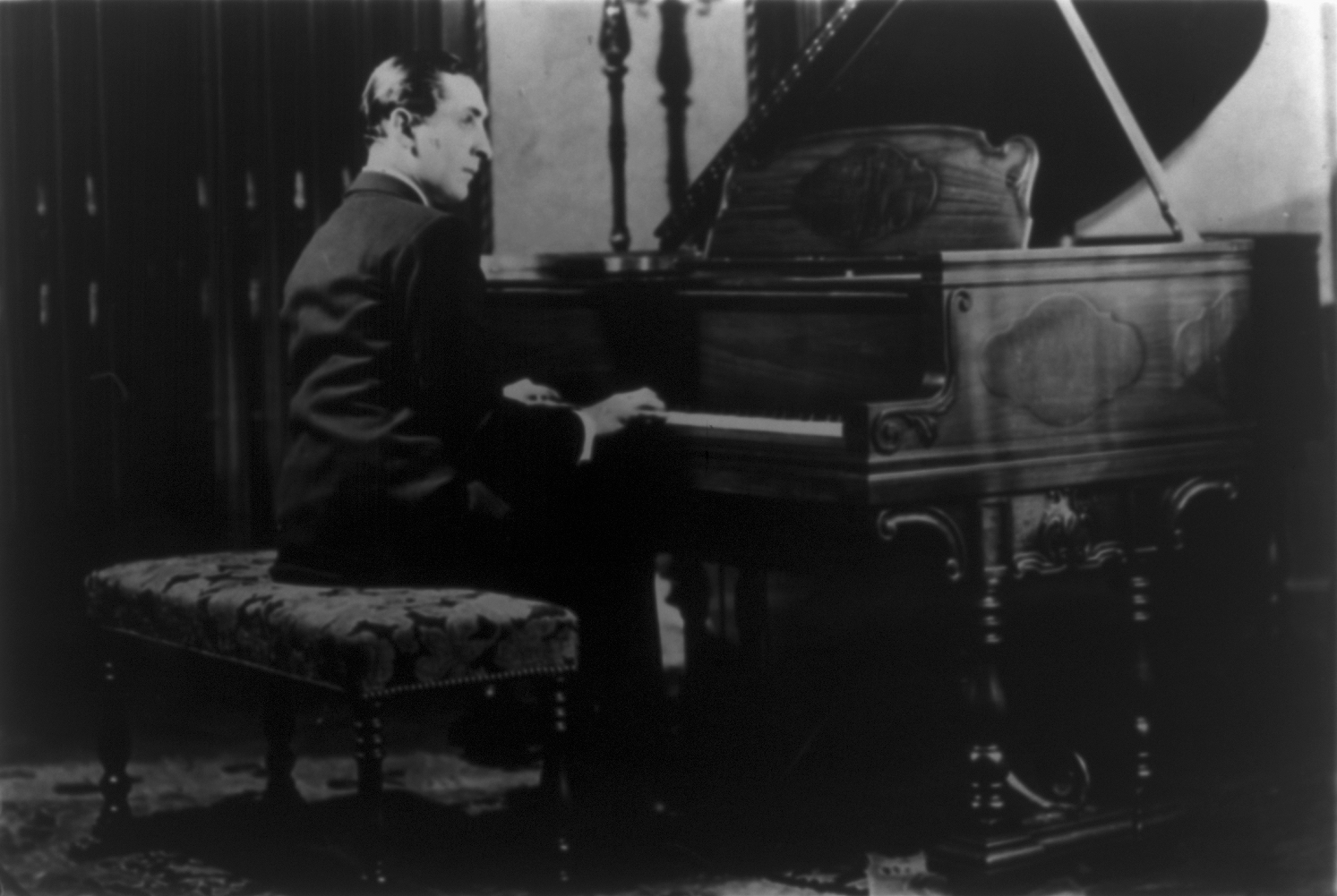
ولادیمیر هوروویتس در حال نواختن پیانو

ولادیمیر هوروویتس در ۱ اکتبر ۱۹۰۳ در کیف متولد شد. هر چند ادعاهای غیرقابل اثباتی وجود دارد مبنی بر اینکه هوروویتس در بردیچیف (شهری در استان ژیتومیر در اوکراین) متولد شده‌است، اما شناسنامه وی به‌طور واضح کیف را به عنوان زادگاه خود بیان می‌کند.
زندگی مشترک هوروویتس با واندا ("واندا توسکانینی هوروویتس" دختر آرتورو توسکانینی از بزرگترین رهبران ارکستر اواخر سده ۱۹ و ۲۰ میلادی بود) طی یک ازدواج مدنی در سال ۱۹۳۳ آغاز گردید. ولادیمیر یک یهودی و وندا یک مسیحی کاتولیک بود. به خاطر عدم آشنایی واندا به زبان روسی و آشنایی کم ولادیمیر به زبان ایتالیایی، زبان فرانسه به عنوان زبان مشترک مورد استفاده قرار می‌گرفت.
آنها در سال ۱۹۳۴ صاحب یک فرزند به نام سونیا شدند. سونیا در سال ۱۹۵۷ در یک سانحه موتور سیکلت مجروح شد اما از این حادثه جان سالم به در برد. او در سال ۱۹۷۵ در ژنو درگذشت. شبهاتی در مورد مرگ وی از جمله؛ مصرف بیش از حد مواد مخدر یا خودکشی، وجود دارد.
با آنکه هوروویتس ازدواج کرده بود اما دائم شایعاتی در مورد همجنسگرا بودن وی وجود داشت. هر چند خود این شایعات را رد می‌کرد و یک بار به شوخی گفت: «سه دسته پیانیست وجود دارد: پیانیستهای یهودی، پیانیستهای همجنسگرا و پیانیستهای بد».
در ۱۹۶۰ و دوباره پس از آن ۱۹۷۰، تحت درمان الکتروشوک برای بهبود افسردگی قرار گرفت. در ۱۹۸۲ درمان با داروهای ضد افسردگی برای او تجویز شد. همچنین گزارشهایی مبنی بر مصرف مشروبات الکلی منتشر شد. اجراهای او در این دوره دچار افت محسوس شد. چنانچه اجراهای سال ۱۹۸۳ در آمریکا و ژاپن به دلیل ضعف حافظه و از دست دادن کنترل جسمی بیانگر این نکته بود. یکی از منتقدین ژاپنی او، وی را چنین تشبیه کرد: «گلدان عتیقه ای که ترک خورده‌است». پس از این به مدت ۲ سال اجراهای عمومی او متوقف شد.